# Romeo Rivers
Romeo Norman Rivers (* 28. März 1907 in Springfield, Manitoba; † 4. Mai 1986 in Winnipeg, Manitoba) war ein kanadischer Eishockeyspieler. Bei den Olympischen Winterspielen 1932 gewann er als Mitglied der kanadischen Nationalmannschaft die Goldmedaille.

## Karriere
Romeo Rivers begann seine Karriere als Eishockeyspieler im Juniorenbereich bei den Winnipeg Victorias und den Elmwood Millionaires, für die er zwischen 1924 und 1927 aktiv war. Im Seniorenbereich spielte er daraufhin für die Winnipeg Eaton’s und die Winnipeg CPR. 1931 gewann er mit dem Winnipeg Hockey Club den Allan Cup, den kanadischen Amateurmeistertitel. Bei den Winterspielen 1932 vertrat er Kanada mit dem Winnipeg Hockey Club. Später nahm er 1935 mit den Winnipeg Monarchs an der Weltmeisterschaft 1935 teil. Im Jahr 2004 wurde er in die Manitoba Sports Hall of Fame aufgenommen.

### International
Für Kanada nahm Rivers an den Olympischen Winterspielen 1932 in Lake Placid teil, bei denen er mit seiner Mannschaft die Goldmedaille gewann. Bei der Weltmeisterschaft 1935 gewann er mit seiner Mannschaft ebenfalls die Goldmedaille.

## Erfolge und Auszeichnungen
- 1931 Allan-Cup-Gewinn mit dem Winnipeg Hockey Club
- 1932 Goldmedaille bei den Olympischen Winterspielen
- 1935 Goldmedaille bei der Weltmeisterschaft
- 2004 Manitoba Sports Hall of Fame